# David Hobbs
David Wishart Hobbs (Leamington Spa, Engleska, 9. lipnja 1939.) je bivši britanski vozač automobilističkih utrka. Na utrci 24 sata Le Mansa je upisao 20 nastupa između 1962. i 1989. Dva puta je pobijedio u svojoj klasi. U svom prvom nastupu 1962. kada je zajedno sa suvozačem Frankom Gardnerom vozio bolid Lotus Elite Mk14-Climax za momčad Team Lotus Engineering, te 1982. kada je zajedno sa suvozačem Johnom Fitzpatrickom vozio bolid Porsche 935/78 Moby Dick za momčad John Fitzpatrick Racing. Najbolje plasmane u ukupnom poretku je ostvario 1969. s Mikeom Hailwoodom u Fordu GT40 Mk. I, te 1984. s Philippeom Streiffom i Sarelom van der Merweom u Porscheu 956B, kada je osvojio treće mjesto. U Europskoj Formuli 2 je nastupao 1968. u bolidu Lola-Ford Cosworth za momčad David Bridges Racing. Najbolji rezultat je ostvario na Hockenheimringu, kada je osvojio peto mjesto. U Formuli 1 je nastupao u prekidima od 1967. do 1974. Najbolji rezultat je postigao na Velikoj nagradi Austrije 1974. na Österreichringu, kada je u McLaren-Ford Cosworthu osvojio sedmo mjesto. Nastupao je i na neprvenstvenim utrkama Formule 1, a najbolji rezultat je ostvario na Velikoj nagradi Sirakuze, kada je u bolidu Lotus-BRM za momčad Reg Parnell Racing, osvojio treće mjesto.

## Vanjske poveznice
- David Hobbs - Driver Database
- David Hobbs - Stats F1
- All Results of David Hobbs - Racing Sport Cars